# Phaedinus flavipes
Phaedinus flavipes là một loài bọ cánh cứng trong họ Cerambycidae.